# Nassfeld

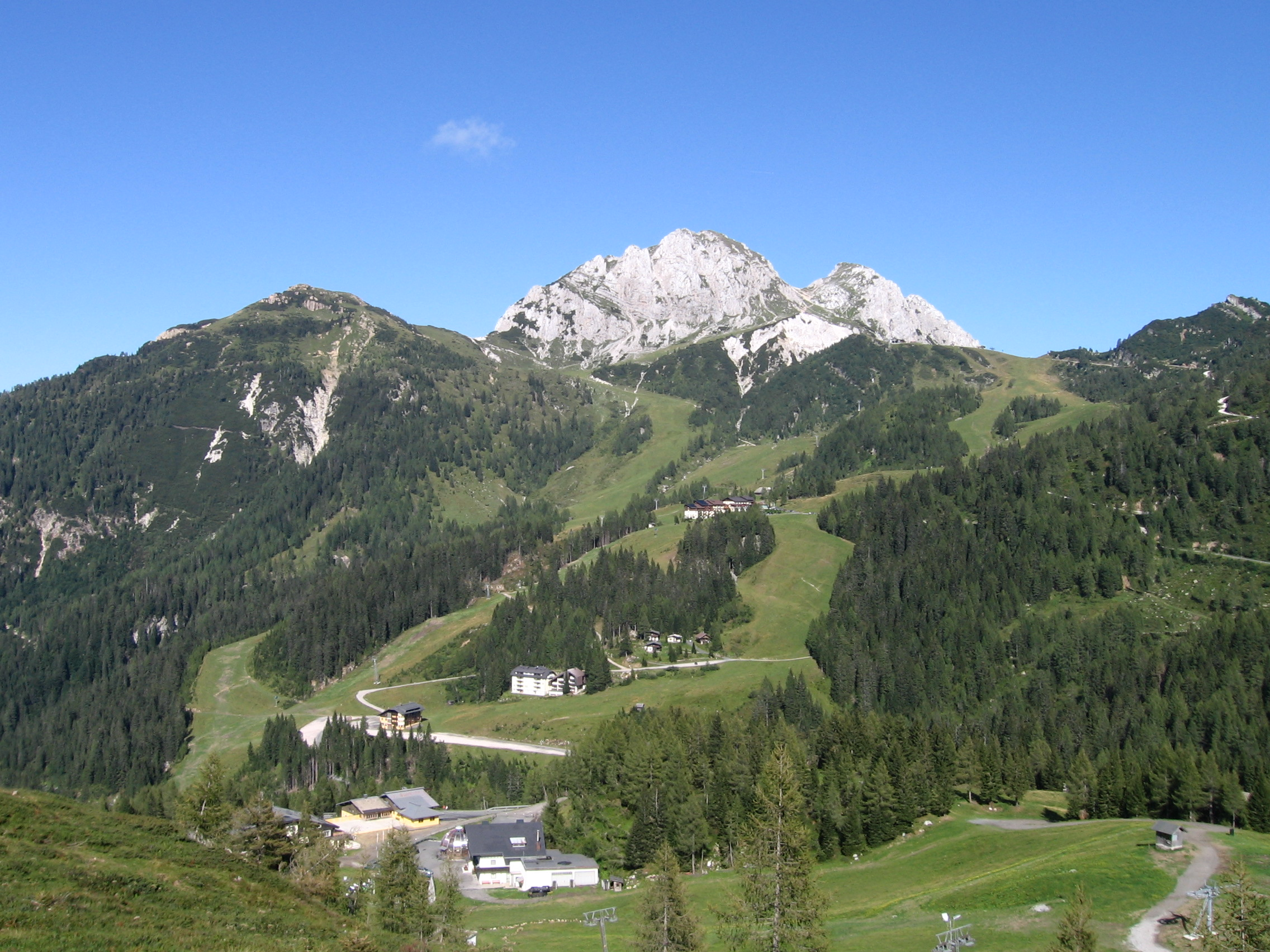
Nassfeld a hora Gartnerkofel

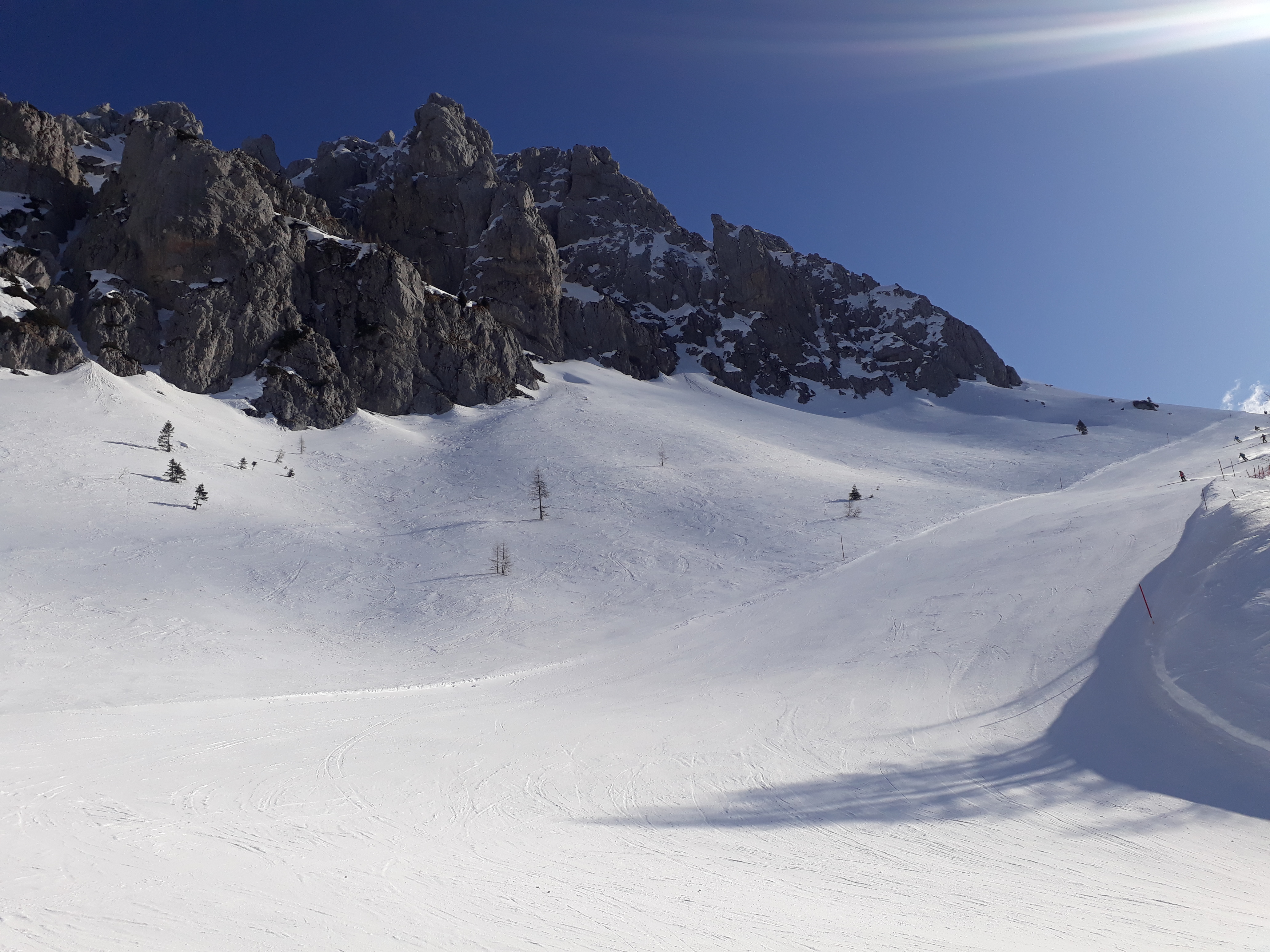
Sjezdovka Nassfeld

Nassfeld (slovinsky Mokrine, italsky Passo di Pramollo) je horské sedlo v Karnských Alpách mezi údolím řeky Gail (Gailtal) v Rakousku a údolím Val Canale v Itálii. Na horské sedlo je vedena na rakouské straně Zemská silnice Nassfeld Straße B90, z italské strany pak silnice Strada Provinciale 110. Sedlo se nachází v nadmořské výšce 1530 m. Je obklopeno horami Gartnerkofel (2195 m n. m.), Rosskofel (2239 m n. m.) a také Trogkofel (2280 m n. m.)
Hora Gartnerkofel je známá výskytem vzácné horské květiny wulfenie korutanské, která roste jen v této oblasti.
Na rakouské straně horského sedla se rozkládá největší lyžařské středisko v Korutanech. Oblast horského sedla lze využívat jak v zimě, tak i v létě.

## Zimní období

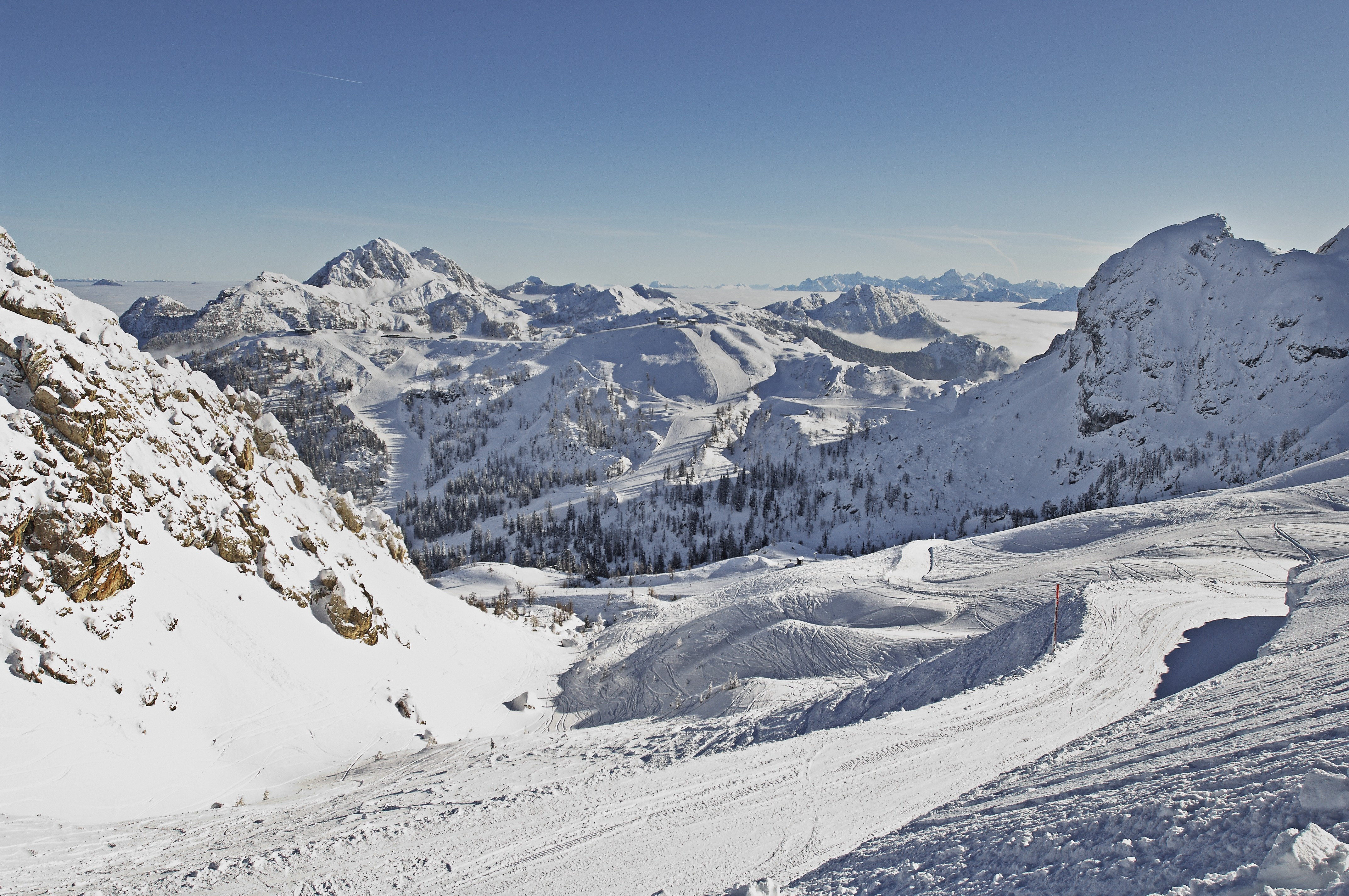
Hory v okolí Nassfeldu

Využívá se lyžařské středisko, které se rozkládá v nadmořské výšce od 610 do 2020 m. Bývá v provozu od prosince do dubna. V zimním období zde bývá v průměru až 850 hodin slunečního svitu, takže se lyžařský areál řadí mezi střediska s nejvyšším počtem hodin slunečního svitu v Alpách.
Celková délka lyžařských drah je 110 km. Z toho je 11 km označeno jako těžké, 69 km středně obtížné a 30 km jako snadné. Zhruba 2,2 km sjezdovek má osvětlení pro noční lyžování. Jsou tu také menší skokanské můstky. Kromě toho také 80 km běžeckých tratí, 55 km zimních turistických stezek, sáňkařské dráhy a pět přírodních ledových ploch na jezerech Pressegger a Weißensee.
Středisko je vybaveno mnoha lanovkami sedačkovými i kabinkovými a velkým počtem lyžařských vleků. Již několik let existuje plán otevřít lyžařské vleky i na italské straně sedla.

## Letní období
Je možno využít více než 1000 km značených pěších turistických tras, které jsou vedeny v nadmořských výškách 600 až 2300 m. Rovněž tak jsou vyznačeny trasy pro horská kola. Jsou tu také letní sáňkařské dráhy a řada jiných atrakcí. Samozřejmostí jsou i lanové dráhy.